# دافي شو
دافي شو (بالإنجليزية: Davie Shaw)‏ (5 مايو 1917 بإسكتلندا في المملكة المتحدة - 20 يناير 1977) هو مدرب كرة قدم ولاعب كرة قدم إسكتلندي في مركز الدفاع. لعب مع نادي هيبرنيان.

## مسيرته الكروية
لعب دافي شو خلال مسيرته الاحترافية مع ناديين في تسعة مواسم وسجل خلالها هدفًا واحدًا ضمن 141 مباراة. ولم يفز بأي موسم بالكأس وفاز في موسم واحد بالدوري.
خاض دافي شو مسيرته مع نادي هيبرنيان في موسم 1938–39 ليلعب معه ستة مواسم، مشاركًا في 91 مباراة ولم يسجل أي هدف. ثم انتقل إلى نادي أبردين في موسم 1950–51 واستمر معه طيلة ثلاثة مواسم، حيث شارك في 50 مباراة سجل خلالها هدفًا واحدًا.

## وصلات خارجية
- دافي شو على موقع الاتحاد الإسكتلندي (الإنجليزية)
- دافي شو على موقع قاعدة بيانات كرة القدم.إي يو (الإنجليزية)
- دافي شو على موقع ناشيونال فوتبول تيمز (الإنجليزية)